# Mary Washburn
Mary Trainor Washburn-Conklin, ameriška atletinja, * 4. avgust 1907, Hudson, New York, ZDA, † 2. februar 1999, Weymouth, Massachusetts, ZDA.
Nastopila je na olimpijskih igrah leta 1928 ter osvojila srebrno medaljo v štafeti 4x100 m in se uvrstila v polfinale teka na 100 m.